# Letnoje
Letnoje (pol. Tenkity, niem. Tenkitten, ros. Летное, Letnoje, Lotnoje) – dawna miejscowość, położona na terenie obwodu królewieckiego Federacji Rosyjskiej, na wybrzeżu Bałtyku, dawniej w powiecie Rybaki prowincji Prusy Wschodnie.
Nazwa rosyjska Летное stosowana od 1946. Historyczna nazwa polska: Tenkity, forma „Tękity” jest nieprawidłowa.

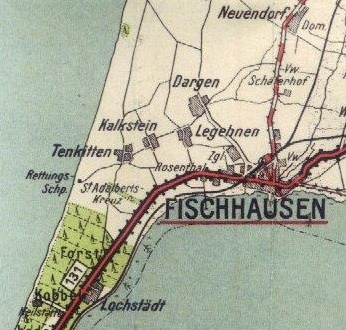
Tenkity na mapie z 1938

## Historia
Na wschód od miasta Rybaki, w miejscu uważanym za miejsce męczeńskiej śmierci św. Wojciecha (najstarsza wzmianka wiążąca jego śmierć z Sambią pochodzi z 1302, choć według miejscowych podań pierwsza kaplica w miejscu męczeństwa miała zostać założona przez Duńczyków w czasach panowania króla Kanuta (1014–1035)) na nadmorskim wzgórzu powstała murowana kaplica pod jego wezwaniem. Niektórzy badacze przypuszczają, że już w końcu XIII w., ale poświadczone daty to rok 1424 i odbudowa w 1523. Pierwotnie wznosiła się dość daleko od morza, które wskutek erozji linii brzegowej znacznie się przybliżyło. Kaplica miała wymiary, 20,56 × 11,77 m. W 1504 r. wielki mistrz krzyżacki Fryderyk Saski był jednym z fundatorów ołtarza – rzeźbionego późnogotyckiego tryptyku ze sceną Koronacji Marii i wyobrażeniami świętych, oraz z malowanymi na awersach skrzydeł scenami męczeństwa św. Wojciecha. Od 1525 kaplica była ewangelicka. W 1669 runęła podczas sztormu i już nie została odbudowana. Nabożeństwa i ocalałe wyposażenie wnętrza (w tym ołtarz) przeniesiono do kaplicy zamkowej w Lochstedt, skąd w XIX w. tryptyk został przekazany do zbiorów zamku w Malborku, gdzie nadal się znajduje. Miejsce kaplicy określano również jako niem. Sankt Adalbert, pol. Święty Wojciech, zaś w sąsiedztwie rozwijała się wieś Adalberten, następnie zwana Albrechtsdorf. Z uwagi na przesunięcie linii brzegowej, nadmorska wieś zanikła, a siedzibę pastora w XVII w. przeniesiono do Tenkitten, gdzie pozostała aż do 1945.
W 1822 na wybrzeżu, na miejscu kaplicy (1 km na północny wschód od wsi Tenkitten) z inicjatywy tajnego radcy Müllera z Królewca ustawiono drewniany krzyż. W 1831 został zastąpiony żeliwnym, wysokości 8,78 m, o ażurowej konstrukcji. Był fundacją hrabiny Elżbiety Wielopolskiej, przebywającej na emigracji w Rybakach i hrabiego Dohna-Wundlaken. Krzyż zaprojektował radca budowlany Puppel, wykonał mistrz ślusarski Bartlau w Królewcu. W 1840 w polskich środowiskach katolickich powstał plan budowy w tym miejscu pamiątkowego kościoła, projekt sporządził August Stüler, jednak plan ten, ani późniejszy projekt hali pamiątkowej nie został zrealizowany. W 1897, z okazji 900. rocznicy śmierci świętego miejsce to zyskało nową aranżację, m.in. żeliwne ogrodzenie. Krzyż św. Wojciecha (niem. Adalbertskreuz) był inspiracją dla utworów poetyckich. Za najbardziej znany uważano poemat Das Kreuz an der Ostsee (Krzyż nad Bałtykiem), którego autorem był Friedrich Ludwig Zacharias Werner, z muzyką E.T.A. Hoffmanna. Krzyż uległ zniszczeniu w 1949 r., a miejsce uległo zapomnieniu. W 1992 z inicjatywy katolickiej parafii św. Wojciecha w Królewcu ustawiono prowizoryczny krzyż drewniany, i odtąd corocznie odprawia się w Letnoje mszę w uroczystość św. Wojciecha (23 kwietnia). Założone w grudniu 1996 r. Towarzystwo św. Wojciecha doprowadziło do ustawienia w 1000. rocznicę męczeństwa nowego żelaznego krzyża o wysokości 10 m i wadze 3 t, ufundowanego przez polskich katolików i odlanego w Elblągu.
Znajdujący się tutaj krzyż jest zarazem doskonałym punktem widokowym na Zatokę Gdańską.

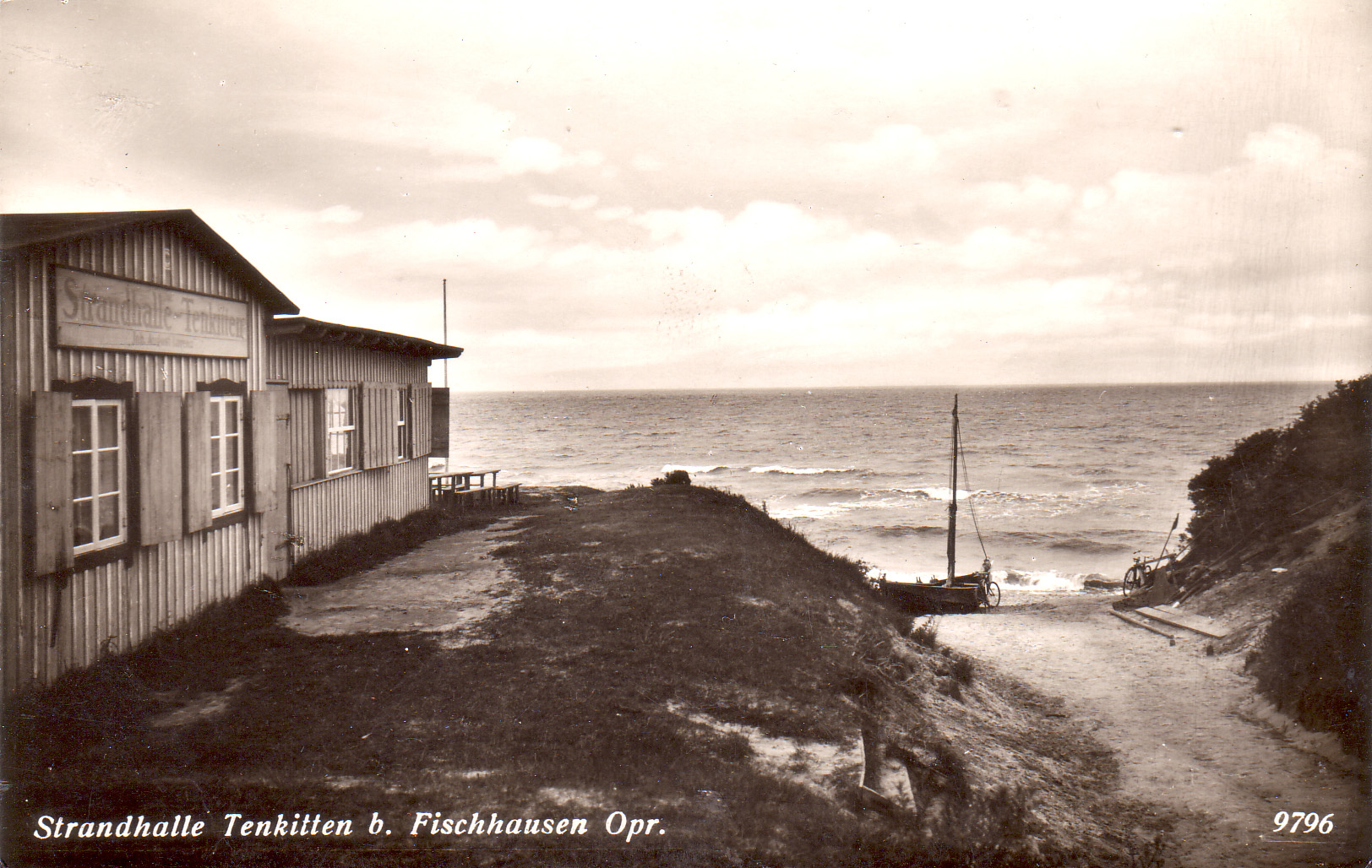
Strandhalle w Tenkitach (przed 1900)

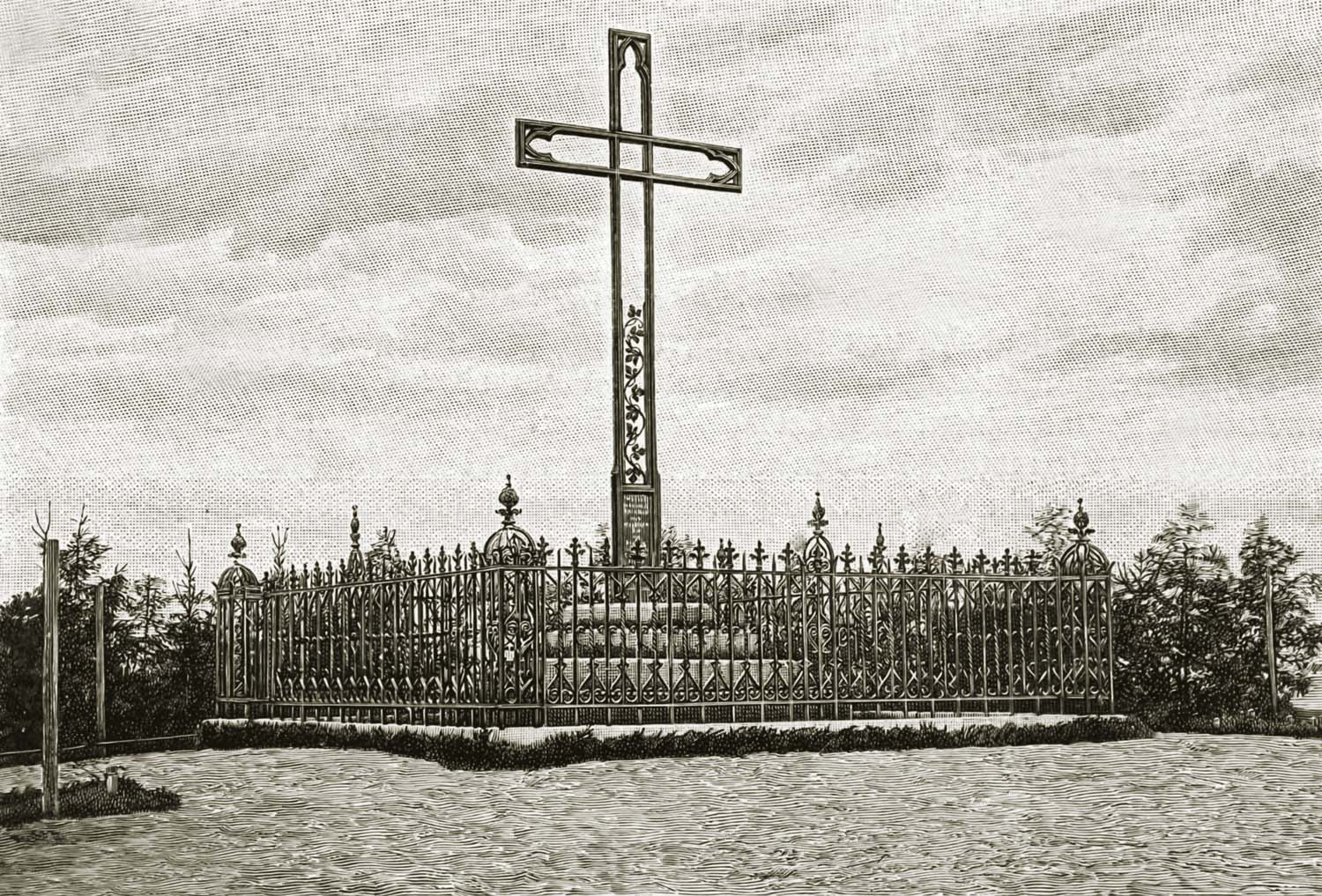
Krzyż św. Wojciecha w Tenkitach